# Rhizidium chitinophilum
Rhizidium chitinophilum är en svampart som beskrevs av Sparrow 1960. Rhizidium chitinophilum ingår i släktet Rhizidium och familjen Chytridiaceae.   Inga underarter finns listade i Catalogue of Life.